# 고르너그라트역
고르너그라트역(독일어: Gornergrat)은 체르마트 리조트와 연결되는 랙 철도인 고르너그라트 철도의 상부 터미널 기차역이다. 역은 스위스 체르마트와 발레주의 고르너그라트 정상에 있다. 평균 해발 3,089m의 고도에서 유럽에서 가장 높은 야외 기차역이다.
역 근처에는 호텔이자 전망대인 고르너그라트 쿨름 호텔이 있다.

## 갤러리

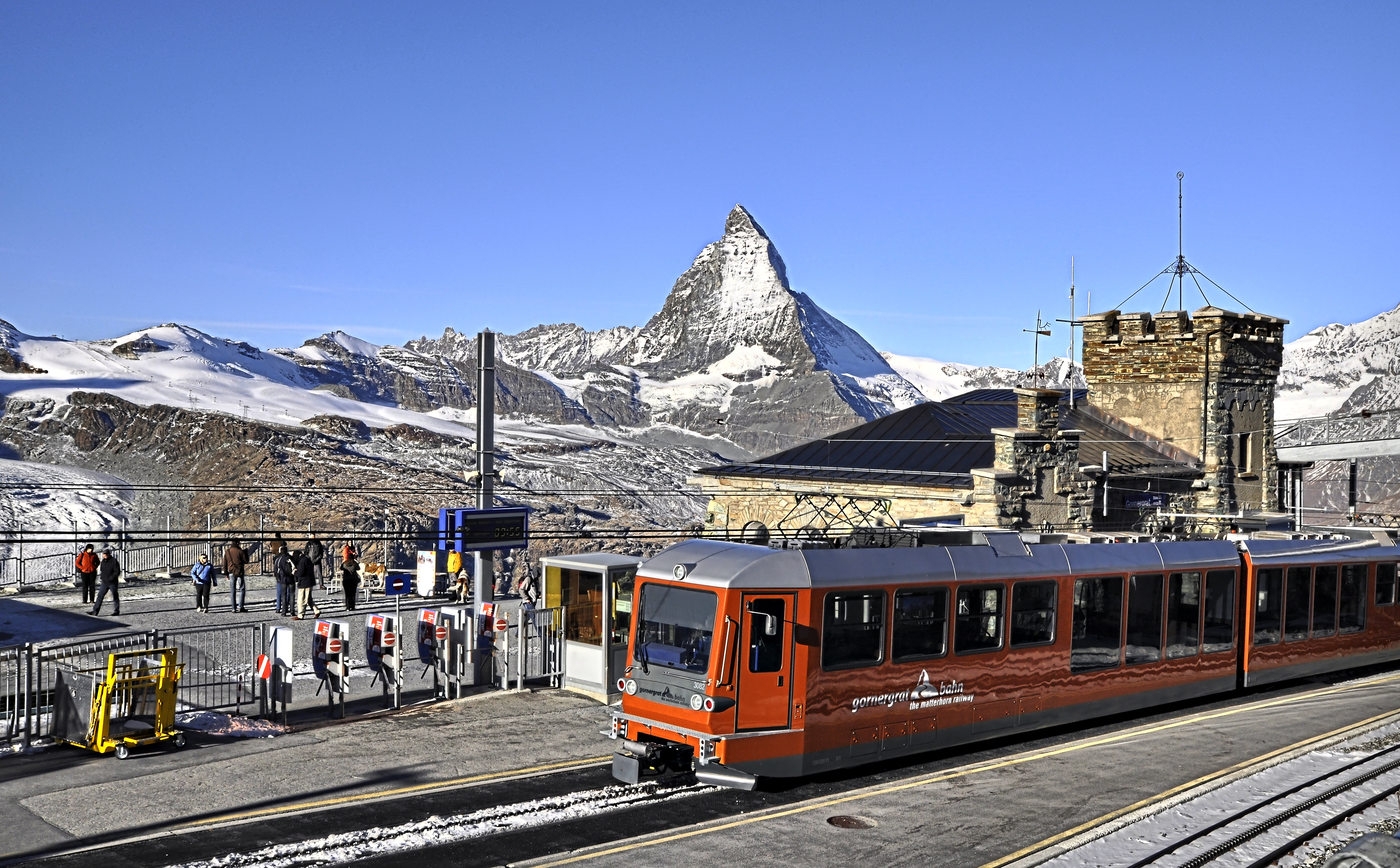
뒤로 마터호른이 보이는 역
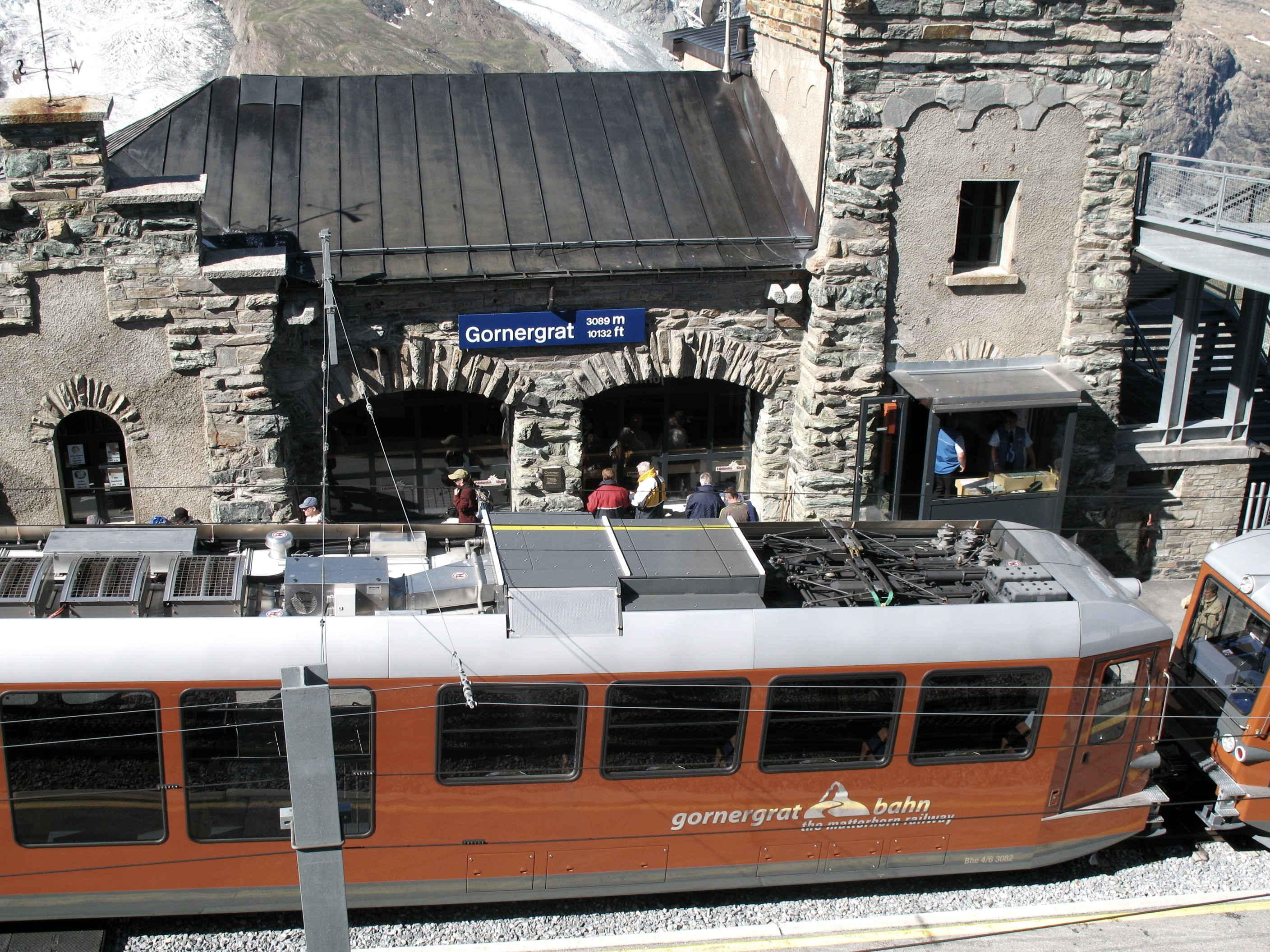
승강장의 차량